# Pectocarya platycarpa
Pectocarya platycarpa là loài thực vật có hoa trong họ Mồ hôi. Loài này được (Munz & I.M. Johnst.) Munz & I.M. Johnst. mô tả khoa học đầu tiên năm 1928.